# Lust
«Lust» (с англ. — «Вожделение») — сингл американского рэпера Lil Skies. Он был выпущен для цифрового скачивания 12 декабря 2017 года в качестве третьего сингла с его четвёртого микстейпа Life of a Dark Rose. Песня достигла высшей позиции под номером 87 в чарте Billboard Hot 100, а также была сертифицирована как дважды платиновая. В песне Lil Skies поёт о том, что он чувствует только вожделение, а не любовь к определённому человеку.

## Музыкальное видео
Релиз официального видеоклипа на трек состоялся 2 мая 2018 года на YouTube-канале Lil Skies. Режиссёром видео выступил Николас Джандора. В нём Lil Skies изображён детективом, следующим за женщиной-грабительницей, которую он считает привлекательной. Позже она принимает наркотики, пока Lil Skies находится под воздействием алкоголя и явно очарован женщиной. Это частично анимированные и частично реальные визуальные эффекты.

## Достижения и отзывы
В мае 2018 года Billboard включил клип «Lust» в список 15 лучших анимированных хип-хоп-клипов.
Шантильи Пост (англ. Chantilly Post) из HotNewHipHop похвалила бит CashMoneyAP и назвала его «энергичным». Саму же песню Шантильи оценила как «Very Hottttt». Другой обозреватель портала, Альфонс Пьер включил композицию в список «10 самых важных треков Lil Skies». Он также положительно оценил сотрудничество рэпера с CashMoneyAP, отметив при этом, что хотя на треках Lil Skies и ощущается подражание Дрэйку, но ему уже удалось сформировать свой собственный стиль. Гари Суарес из Forbes в своей статье, посвящённой американскому эмо-рэпу, отметил успех «Lust», как доказательство состоявшегося коммерческого успеха данного поджанра.
На музыкальном сайте The Musical Hype назвали песню «минималистичной» и отметили, что в ней имеется партия синтезатора и что опорой композиции является «резкая драм-машина», при этом заявив, что «ритмическая структура Lil Skies очень сильна».
От базы метаданных Rate Your Music «Lust» получила оценку в 2,72 балла из 5 возможных на основе 60 обзоров.

## Чарты и сертификации
| Чарт (2018)              | Высшая позиция |
| ------------------------ | -------------- |
| Мир (Spotify)            | 194            |
| США (Spotify)            | 79             |
| Канада (Spotify)         | 144            |
| Австралия (Spotify)      | 197            |
| Новая Зеландия (Spotify) | 116            |
| Латвия (Spotify)         | 120            |
| Румыния (Spotify)        | 176            |
| Ирландия (Spotify)       | 199            |
| Эстония (Spotify)        | 168            |
| Исландия (Spotify)       | 185            |
| Литва (Spotify)          | 198            |

| Чарт (2018)                           | Высшая позиция |
| ------------------------------------- | -------------- |
| США (Billboard Hot 100)               | 87             |
| США (Billboard Hot R&B/Hip-Hop Songs) | 47             |

| Регион                                                                      | Сертификация  | Продажи   |
| --------------------------------------------------------------------------- | ------------- | --------- |
| Канада (Music Canada)                                                       | Платиновый    | 80 000    |
| Великобритания (BPI)                                                        | Золотой       | 400 000   |
| США (RIAA)                                                                  | 2× Платиновый | 2 000 000 |
| Данные о продажах + прослушиваниях приведены только на основе сертификации. |               |           |